# A holnap legendái
A holnap legendái (angolul: DC’s Legends of Tomorrow) amerikai televíziós akció-kalandfilm-sorozat, amelyet a CW adó sugárzott 2016 és 2022 között. A sorozat A zöld íjász révén bevezetett Arrowversum negyedik sorozata. A történet a DC Comics kitalált szuperhőseiről szól. A szériát megújították a harmadik évadra is, amit a csatorna  2017. október 10-étől 2018. április 9-éig sugárzott. 2018. április 2-án a The CW bejelentette, hogy folytatják a sorozatot a negyedik  szezonnal is.

## Történet
A sorozat főszereplői egy hősökből és gonosztevőkből összerakott csapat, akiket egy Rip Hunter nevű időutazó vezet.
Az első évadban az Időmesterek közé tartozó Rip Hunter lázadóvá válik, miután a halhatatlan zsarnok, Vandal Savage meghódította a Földet, és megölte Rip feleségét és fiát egy jövőbeli időpontban. Az általa szolgált szervezet azonban ellene fordul. Rip úgy dönt, hogy megmenti az emberiséget és megbosszulja családját. Ehhez egy csapatot toboroz szuperhősökből és gonosztevőkből, köztük Ray Palmer / Atom, Sara Lance / Fehér Kanári, Martin Stein és Jefferson "Jax" Jackson / Tűzvihar, Kendra Saunders / Sólyomlány, Carter Hall / Sólyomember, Leonard Snart / Fagykapitány, valamint Mick Rory / Hőhullám személyében. Egy ellopott időhajón, a Hullámlovason utazva próbálják megakadályozni Savage hatalomra jutását. Eközben az Időmesterek egy Chronos nevű fejvadászt küldenek Rip után, amiért beleavatkozott az idővonalba. Az évad végén kiderül, hogy az Időmesterek valójában együttműködtek Savage-dzsel, mert az ő uralkodása volt az egyetlen módja, hogy sikeresen szembeszálljanak egy Thanagari invázióval, amely a Földet fenyegeti. Végül Leonard Snart feláldozza magát, hogy elpusztítsa az Időmestereket.
A második évadban, Snart önfeláldozása és az Időmesterek legyőzése után, Rip eltűnik, így Sara átveszi a csapat irányítását. A csapat továbbra is védi az idővonalat a rendellenességektől. Csatlakozik hozzájuk Nate Heywood / Acél, egy történész, aki később képessé válik, hogy acéllá változtassa a testét, valamint Amaya Jiwe / Vixen, az Amerikai Igazság Szövetségének tagja. Amaya a legendákhoz csatlakozik, hogy üldözze Eobard Thawne-t / Fordított-Flash-t, egy szupergyors metahumánt, aki Barry Allen ősellensége. Amikor megtudják a Végzet Lándzsájáról, egy ősi ereklyéről, hogy képes átírni a valóságot, Thawne szövetségeseket toboroz: Damien Darhkot, Malcolm Merlynt és egy időben eltérített Snartot, hogy megalakítsák a Végzet Légióját. Azonban miután megszerzik a lándzsát, Sara sikeresen legyőzi Thawne-t, és a légió tagjait visszaküldik a saját idejükbe.
A hatodik évadban kiderül, hogy Sarát Gary és menyasszonya, Kayla, akik mindketten földönkívüliek, rabolták el. Sara elrablását egy Bishop nevű tudós tervelte ki, aki az Avakat is megalkotta. Bishop célja az, hogy Sara DNS-ét és emlékeit más földönkívüliek genetikai anyagával ötvözve megalkossa a tökéletes harcost, arra hivatkozva, hogy látta az emberi faj pusztulását. Miközben Sara megpróbál kiszabadulni fogságából, véletlenül különféle földönkívülieket szabadít el az idővonalon, köztük Kaylát is, akivel Mick romantikus kapcsolatba kerül. Hogy megtalálják Sarát, a Legendák felkeresik Esperanza "Spooner" Cruzt, egy rejtőzködő remetét, aki a saját elrablása óta telepatikusan képes kommunikálni földönkívüliekkel. Miközben a Legendák idegen inváziókat vernek vissza a Föld történelmében, Bishop az Impérium forrását próbálja megszerezni, ami helyreállítaná Constantine erejét. Bishop azonban elárulja Constantinet, és elpusztítja a forrást, hogy a Zaguronok megszállhassák a Földet. A Legendák azonban újraélesztik a forrást, és Bishopot saját fiatalabb énjük segítségével legyőzik. Mick, aki ekkor már több gyermeket nevel Kaylával, úgy dönt, hogy elhagyja a Legendákat. Az évad végén egy másolat a Hullámlovasból megsemmisíti az eredetit, és a Legendák 1925-ben, Texasban rekednek.
A hetedik és egyben utolsó évadban a Legendák azon dolgoznak, hogy visszajussanak a saját idejükbe. Eközben Astra tudtán kívül emberi formát ad Gideonnak. A Legendák New Yorkba utaznak, hogy felkutassák Gwyn Davies tudóst, aki állítólag feltalált egy időutazási módszert. Eközben kiderül, hogy a fiatalabb Bishop még az emlékeinek törlése előtt lemásolta Gideont, és később egy visszatérő álom révén részben visszanyerte az emlékeit. Időmesterré vált, és idővel rájön, hogy a Legendák nem olyan rosszak, mint ahogy gondolta, ezért szembeszáll a saját Gideon-másolatával. Bishop önfeláldozása után a Legendák megküzdenek robotklónjaikkal, amelyeket Gideon hozott létre saját technológiája és Bishop klónozási technológiája segítségével. Miután legyőzik a robotklónokat, a Legendák azon dolgoznak, hogy megmentsék Gwyn barátját, Alun Thomast, aki az első világháborúban halt volna meg. Közben egy Mike nevű "fixerrel" kell szembenézniük, aki végül ellopja a Hullámlovast. Alunt sikerül megmenteni, de Nate elveszíti az erejét. Ezután hivatalosan Zari totemében telepedik le, hogy az eredeti Zarival lehessen. A Hullámlovas visszatér, és a Legendák a fedélzeten bilincsben találják Mike-ot. Végül a Legendákat letartóztatja az Időrendőrség, amelynek Mike is tagja, aki valójában Booster Gold néven ismert.

## Szereplők

### Főszereplők
| Színész                                                                    | Szerep                                    | Megjegyzés | Évad   | Magyar hang |
| -------------------------------------------------------------------------- | ----------------------------------------- | --- | ------ | --- |
| Arthur Darvill                                                             | Rip Hunter                                | Időmester 2166-ból, a Hullámlovas kapitánya, később az Időhivatal alapítója | 1–3    | Makranczi Zalán |
| Brandon Routh                                                              | Ray Palmer / Az Atom                      | Korábban a Palmer Technologies alapítója és az Atom megalkotója, később a hullámlovas legénységének tagja | 1–5    | Pál Tamás |
| Caity Lotz                                                                 | Sara Lance / Fehér Kanári                 | Korábban a Bérgyilkosok Szövetségének tagja, később a Hullámlovas kapitánya | 1–     | Nemes Takách Kata |
| Victor Garber                                                              | Dr. Martin Stein / Tűzvihar               | Fizikus, tűzvihar megalkotója, Jefferson társa | 1–3    | Kőszegi Ákos |
| Franz Drameh                                                               | Jefferson "Jax" Jackson / Tűzvihar        | Szerelő | 1–3    | Sándor Péter |
| Dominic Purcell Steven Blum (Kronosz hangja)                               | Mick Rory / Hőhullám / Kronosz            | Korábban bűnöző, Leonard társa | 1–6    | László Zsolt |
| Amy Pemberton                                                              | Gideon                                    | A Hullámlovas mesterséges intelligenciája | 1–     | Balogh Anikó |
| Ciara Renée                                                                | Kendra Saunders / Sólyomlány              | | 1      | Bogdányi Titanilla |
| Falk Hentschel                                                             | Carter Hall / Sólyomember                 | | 1      | Posta Victor |
| Falk Hentschel                                                             | Scythian Torvil / Sólyomember (2166)      | | 1      | Posta Victor |
| Wentworth Miller                                                           | Leonard Snart / Fagykapitány              | Korábban bűnöző, Mick társa | 1–2    | Hevér Gábor |
| Nick Zano                                                                  | Nathaniel 'Nate' Heywood / Acél           | Történész, Hank és Dorothy fia | 2–     | Széles Tamás (2-5. évad) Dózsa Zoltán (6. évadtól) |
| Maisie Richardson-Sellers                                                  | Amaya Jiwe / Vixen (1942)                 | Az Amerikai Igazság Szövetség tagja, Esi édesanyja, Kausa és Mari nagymamája | 2–3    | Gyöngy Zsuzsa |
| Neal McDonough                                                             | Damien Darhk                              | Korábban a Bérgyilkosok Szövetségének tagja, Nora édesapja | 1–3, 5 | Czvetkó Sándor |
| Matt Letscher                                                              | Eobard Thawne / Inverz-Flash (22. század) | | 2      | Zámbori Soma |
| Tala Ashe                                                                  | Zari Tomaz (2042)                         | A szél totem őrzője, hekker, a 4. Évadban Nate barátnője lesz, az 5. Évadban megváltozott az idővonal és egy népszerű influenzer lett 2044-ben, az eredeti idővonali Zari pedig a totem korábbi hordozóihoz került. | 3–5    | Haumann Petra |
| Tala Ashe                                                                  | Zari Tarazi (2044)                        | A szél totem őrzője, hekker, a 4. Évadban Nate barátnője lesz, az 5. Évadban megváltozott az idővonal és egy népszerű influenzer lett 2044-ben, az eredeti idővonali Zari pedig a totem korábbi hordozóihoz került. | 5–     | Haumann Petra |
| Shayan Sobhian                                                             | Behrad Tarazi (2044)                      | Zari öccse, Nate legjobb barátja. | 5–     | Tasnádi Bence |
| Courtney Ford                                                              | Nora Darhk                                | Damien Darhk lánya | 3–5    | Ullmann Mónika (3-4. évad) Majsai-Nyilas Tünde (5. évadtól) |
| Jes Macallan                                                               | Ava Sharpe                                | Az Időhivatal ügynöke, később az igazgatója | 3–     | Bertalan Ágnes |
| Matt Ryan                                                                  | John Constantine                          | Démonvadász | 3–     | Pál András (3. évad) Szakács Tibor (4. évadtól) |
| Maisie Richardson-Sellers (Amaya Jiwe alakjában) Anjli Mohindra (1970-ben) | Charlie / Klóthó                          | Alakváltó, a Moirák egyike, Lakheszisz és Atroposz testvére | 4–6    | Gyöngy Zsuzsa (Amaya Jiwe alakjában) (4. évad) Kókai Tünde (Amaya Jiwe alakjában) (5. évad) Molnár Gyöngyi (Amaya Jiwe alakjában) (6. évad 7. rész) Bánfalvi Eszter (1970-ben) |
| Olivia Swann                                                               | Astra Logue                               | | 4–     | Kelemen Kata |
| Adam Tsekhman                                                              | Gary Green                                | Az Időhivatal ügynöke | 3–     | Rada Bálint |

### Vendégszereplők a többi sorozatból
| Színész             | Szerep                                   | Megjegyzés                                             | Évad   | Magyar hang                                                       | Sorozat                                   |
| ------------------- | ---------------------------------------- | ------------------------------------------------------ | ------ | ----------------------------------------------------------------- | ----------------------------------------- |
| Carlos Valdes       | Cisco Ramon / Vibráló                    | Metahumán                                              | 1–3    | Czető Roland                                                      | Flash – A Villám                          |
| Danielle Panabaker  | Caitlin Snow / Gyilkos Fagy              |                                                        | 2–3, 5 | Mezei Kitty                                                       | Flash – A Villám                          |
| Grant Gustin        | Barry Allen / Flash                      | Metahumán, Iris vőlegénye                              | 2–3, 5 | Szabó Máté                                                        | Flash – A Villám                          |
| Grant Gustin (hang) | Barry Allen / Flash (2056)               |                                                        | 2      | Szabó Máté                                                        | Flash – A Villám                          |
| Candice Patton      | Iris West                                | Joe lánya, Barry menyasszonya/felesége, Wally testvére | 3      | Szilágyi Csenge                                                   | Flash – A Villám                          |
| Keiynan Lonsdale    | Wally West / Kölyök Flash                | Metahumán, Joe fia, Iris testvére                      | 3      | Novkov Máté                                                       | Flash – A Villám                          |
| Tom Cavanagh        | Dr. Harrison Wells (Föld 2)              |                                                        | 3      | Debreczeny Csaba                                                  | Flash – A Villám                          |
| Violett Beane       | Jesse Wells (Föld 2)                     |                                                        | 3      | Kókai Tünde                                                       | Flash – A Villám                          |
| Tom Cavanagh        | Eobard Thawne / Inverz-Flash             |                                                        | 3      | Debreczeny Csaba                                                  | Flash – A Villám                          |
| David Sobolov       | Gorilla Grodd (hang)                     | Metahumán gorilla                                      | 3      | Törköly Levente (3. évad 7. rész) Bolla Róbert (3. évad 17. rész) | Flash – A Villám                          |
| Melissa Benoist     | Kara Danvers / Supergirl (Föld 38)       |                                                        | 2–3, 5 | Gáspár Kata                                                       | Supergirl                                 |
| Chyler Leigh        | Alex Danvers (Föld 38)                   | DEO ügynök, Kara fogadott testvére                     | 3, 5   | Varga Gabriella                                                   | Supergirl                                 |
| Tyler Hoechlin      | Clark Kent / Kal-El / Superman (Föld 38) | Újságíró a Daily Planetnél, Kara unokatestvére.        | 5      | Szatory Dávid                                                     | Supergirl, Superman & Lois                |
| Elizabeth Tulloch   | Lois Lane (Föld-38)                      | Újságíró a Daily Planetnél                             | 5      | Haffner Anikó                                                     | Supergirl, Superman & Lois                |
| Emily Bett Rickards | Felicity Smoak / Őrszem                  |                                                        | 1–3    | Solecki Janka                                                     | A zöld íjász                              |
| Katie Cassidy       | Laurel Lance / Fekete Kanári             | Sara testvére, Quentin lánya                           | 1–2    | Bognár Anna                                                       | A zöld íjász                              |
| Paul Blackthorne    | Quentin Lance                            | Rendőr, Sara és Laurel édesapja                        | 1      | Galbenisz Tomasz                                                  | A zöld íjász                              |
| Stephen Amell       | Oliver Queen / Zöld Íjász                | Star City polgármestere                                | 1–3    | Bozsó Péter                                                       | A zöld íjász                              |
| David Ramsey        | John Diggle / Spártai                    | Lyla férje                                             | 2–3, 5 | Epres Attila                                                      | A zöld íjász                              |
| John Barrowman      | Malcolm Merlyn / Sötét Íjász             |                                                        | 2      | Lux Ádám                                                          | A zöld íjász                              |
| Echo Kellum         | Curtis Holt / Mr. Tökély                 |                                                        | 3      | Papp Dániel                                                       | A zöld íjász                              |
| Juliana Harkavy     | Dinah Drake / Fekete Kanári              | Rendőr Star City-ben                                   | 3      | ?                                                                 | A zöld íjász                              |
| Rick Gonzalez       | Rene Ramirez / Veszett Kutya             |                                                        | 3      | ?                                                                 | A zöld íjász                              |
| Katrina Law         | Nyssa al Ghul                            | Ra's al Ghul lánya, korábban Sara szerelme             | 1      | Nádasi Veronika                                                   | A zöld íjász                              |
| Matt Nable          | Ra's al Ghul (1960)                      | A Bérgyilkosok Szövetségének vezetője, Talia édesapja  | 1      | Szabó Sipos Barnabás                                              | A zöld íjász                              |
| Ruby Rose           | Kate Kane / Batwoman                     |                                                        | 5      | Sipos Eszter Anna                                                 | Batwoman                                  |
| Cress Williams      | Fekete Villám                            |                                                        | 5      | Maday Gábor                                                       | Fekete Villám                             |
| Russell Tovey       | Ray Terrill / Ray (X-Föld)               | Leo (X-Föld) szerelme                                  | 3      | ?                                                                 | Freedom Fighters: The Ray                 |
| Melissa Benoist     | Kara / Űbergirl (X-Föld)                 | Oliver (X-Föld) felesége                               | 3      | Gáspár Kata                                                       | Freedom Fighters: The Ray                 |
| Stephen Amell       | Oliver / Black Arrow (X-Föld)            | Náci vezető, Kara (X-Föld) férje                       | 3      | Bozsó Péter                                                       | Freedom Fighters: The Ray                 |
| Susanna Thompson    | Gideon (X-Föld) (hang)                   |                                                        | 3      | ?                                                                 | Freedom Fighters: The Ray                 |
| Wentworth Miller    | Leonard Snart (X-Föld)                   |                                                        | 3      | Hevér Gábor                                                       | Flash – A Villám                          |
| LaMonica Garrett    | Mar Novu / Monitor                       |                                                        | 4      | (nem szólal meg)                                                  | A zöld íjász, Flash – A Villám, Supergirl |

### Vendég- és mellékszereplők
| Színész                           | Szerep                                             | Megjegyzés                                                       | Évad | Magyar hang                                                                            |
| --------------------------------- | -------------------------------------------------- | ---------------------------------------------------------------- | ---- | -------------------------------------------------------------------------------------- |
| Aiden Longworth                   | Rip Hunter (gyerek)                                |                                                                  | 1    | ?                                                                                      |
| Alex Duncan                       | Miranda Coburn                                     | Rip felesége, Jonas édesanyja                                    | 1    | ?                                                                                      |
| Ali Liebert                       | Lindsay Carlisle (1958)                            | Ápolónő                                                          | 1    | Erdős Borcsa                                                                           |
| Benjamin Wilkinson                | Dr. Hannah (1958)                                  |                                                                  | 1    | Epres Attila                                                                           |
| Callum Keith Rennie               | Jon Valor                                          |                                                                  | 1    | Végh Péter                                                                             |
| Cameron Bancroft                  | Mr. Blake (1975)                                   |                                                                  | 1    | Csankó Zoltán                                                                          |
| Casper Crump                      | Vandal Savage                                      | Halhatatlan                                                      | 1, 4 | Bolla Róbert (1. évad) Láng Balázs (4. évad 16. rész)                                  |
| Caity Lotz                        | Sara Lance (2007)                                  | Quentin lánya                                                    | 1    | Nemes Takách Kata                                                                      |
| Celia Imrie                       | Mary Xavier                                        |                                                                  | 1    | Győry Franciska                                                                        |
| Cory Grüter-Andrew                | Per Degaton (2147)                                 |                                                                  | 1    | Berecz Kristóf Uwe                                                                     |
| Devin Mackenzie                   | Mr. Gates (1960)                                   |                                                                  | 1    | Széll Attila                                                                           |
| Eli Goree                         | James Jackson (1993)                               |                                                                  | 1    | ?                                                                                      |
| Faye Kingslee                     | A Zarándok                                         |                                                                  | 1    | Eke Angéla                                                                             |
| Graeme McComb                     | Martin Stein (1975/1987/1992)                      | Fizikus, Clarissa férje                                          | 1–3  | ?                                                                                      |
| Isabella Hofmann                  | Clarissa Stein                                     | Martin felesége                                                  | 1, 3 | Incze Ildikó                                                                           |
| Jamie Andrew Cutler               | Grant Wilson / Deathstroke (2046)                  |                                                                  | 1    | Orosz Ákos                                                                             |
| Jason Beaudoin                    | Lewis Snart (1975)                                 | Leonard édesapja                                                 | 1    | Mihályi Győző                                                                          |
| Jessica Sipos                     | Cassandra Savage (2166)                            | Vandal lánya                                                     | 1    | ?                                                                                      |
| Jewel Staite                      | Dr. Bryce (2147)                                   |                                                                  | 1    | Vadász Bea                                                                             |
| Johnathon Schaech                 | Jonah Hex (1871/1876/1874)                         |                                                                  | 1–3  | Pál András (1–2. évad) Sarádi Zsolt (3. évad)                                          |
| Joseph David-Jones                | John Diggle Jr. / Connor Hawke / Zöld Íjász (2046) | John és Lyla fia                                                 | 1    | Fehér Tibor                                                                            |
| Kiefer O'Reilly                   | Jonas Hunter                                       | Rip és Miranda fia                                               | 1    | ?                                                                                      |
| Martin Donovan                    | Zaman Druce                                        |                                                                  | 1    | Bognár Zsolt                                                                           |
| Matthew Harrison                  | Tor Degaton (2147)                                 |                                                                  | 1    | Megyeri János                                                                          |
| Melissa Roxburgh                  | Betty Seaver (1958)                                |                                                                  | 1    | Pekár Adrienn                                                                          |
| Milli Wilkinson                   | Talia al Ghul (1960)                               | Ra's al Ghul lánya                                               | 1    | ?                                                                                      |
| Mitchell Kummen                   | Mick Rory (1990)                                   |                                                                  | 1    | ?                                                                                      |
| Patrick J. Adams                  | Rex Tyler / Óraember (1942)                        | Az Amerikai Igazság Szövetség vezetője                           | 1–2  | Haumann Máté                                                                           |
| Paul Blackthorne                  | Quentin Lance (2007)                               | Rendőr, Sara és Laurel édesapja                                  | 1    | Galbenisz Tomasz                                                                       |
| Peter Bryant                      | Declan                                             |                                                                  | 1    | Kálid Artúr                                                                            |
| Peter Francis James               | Dr. Aldus Boardman (1975)                          | Professzor St. Roch-ban, Sólyomember és Sólyomlány fia           | 1    | Laklóth Aladár                                                                         |
| Stephanie Cleough                 | Eve Baxter                                         |                                                                  | 1    | ?                                                                                      |
| Stephen Amell                     | Oliver Queen / Zöld Íjász (2046)                   |                                                                  | 1    | Bozsó Péter                                                                            |
| Stacie Greenwell                  | Beverly Jackson                                    |                                                                  | 1    | Virághalmy Judit                                                                       |
| Stephanie Corneliussen            | Valentina Vostok / Szovjet Tűzvihar (1986)         |                                                                  | 1    | Ullmann Mónika                                                                         |
| Trestyn Zradicka                  | Leo Snart (1975)                                   | Lewis fia                                                        | 1    | ?                                                                                      |
| Voytek Skrzeta                    | Mikhail Arkadin (1986)                             |                                                                  | 1    | ?                                                                                      |
| André Eriksen                     | Krieger báró (1942)                                | Náci vezető                                                      | 2    | Epres Attila                                                                           |
| Boyd Ferguson                     | Cadwalader hadnagy (1776)                          |                                                                  | 2    | Maday Gábor                                                                            |
| Christina Brucato                 | Lily Stein                                         | Martin és Clarissa lánya                                         | 2–3  | ?                                                                                      |
| Christina Jastrzembska            | Mileva Maric (1942)                                | Einstein exfelesége                                              | 2    | Koffler Gizi                                                                           |
| Dan Payne                         | Todd Rice / Obsidian (1942)                        | Az Amerikai Igazság Szövetség tagja                              | 2    | ?                                                                                      |
| Dean S. Jagger                    | Collins (1863)                                     |                                                                  | 2    | Megyeri János                                                                          |
| Dimitri Vantis                    | Boris (1987)                                       |                                                                  | 2    | Kapácsy Miklós                                                                         |
| Donnelly Rhodes                   | Smith ügynök                                       |                                                                  | 2    | Harsányi Gábor                                                                         |
| Doug Abrahams                     | Gerd Von Runstedt (1942)                           |                                                                  | 2    | Tóth Zoltán                                                                            |
| Elyse Levesque                    | Guinevere (507)                                    |                                                                  | 2    | ?                                                                                      |
| Emily Tennant                     | Clarissa Stein (1987/1992)                         | Martin felesége                                                  | 2–3  | ?                                                                                      |
| Winter Lily White                 | Lily Stein (1992)                                  | Martin és Clarissa lánya                                         | 3    | ?                                                                                      |
| Isaac Keoughan                    | Al Capone (1927)                                   |                                                                  | 2    | Kovács Lehel                                                                           |
| Jacob Richter                     | Smith ügynök (1951/1988)                           |                                                                  | 2    | ?                                                                                      |
| Jeff Fahey                        | Quentin Turnbull (1876)                            |                                                                  | 2    | Szersén Gyula                                                                          |
| John Churchill                    | Ulysses S. Grant (1863)                            |                                                                  | 2    | Csankó Zoltán                                                                          |
| John Rubinstein                   | Albert Einstein (1942)                             |                                                                  | 2    | Benkő Péter                                                                            |
| Kwesi Ameyaw                      | Charles McNider / Dr. Éjfél (1942/3000)            | Az Amerikai Igazság Szövetség tagja                              | 2    | ?                                                                                      |
| Lance Henriksen                   | Todd Rice / Obsidian (1987)                        | Az Amerikai Igazság Szövetség tagja                              | 2    | Szélyes Imre                                                                           |
| Lucia Walters                     | Susan Brayden elnök                                | Amerikai elnök                                                   | 2    | Kiss Erika                                                                             |
| Matt Angel                        | George Lucas (1967)                                |                                                                  | 2    | ?                                                                                      |
| Matthew MacCaull                  | Henry Heywood / Acél parancsnok (1942)             | Az Amerikai Igazság Szövetség tagja, Nathaniel nagyapja          | 2–3  | Dolmány Attila                                                                         |
| Mei Melançon                      | Maszako Jamasiro (1641)                            |                                                                  | 2    | ?                                                                                      |
| Neil Webb                         | Sir Galahad (507)                                  |                                                                  | 2    | Barabás Kiss Zoltán                                                                    |
| Nils Hognestad                    | Artúr király (507)                                 |                                                                  | 2    | Varga Gábor                                                                            |
| Noel Johansen                     | Cornwallis altábornagy (1776)                      |                                                                  | 2    | Király Attila                                                                          |
| Randall Batinkoff                 | George Washington (1776)                           |                                                                  | 2    | Bede-Fazekas Szabolcs                                                                  |
| Sab Shimono                       | Icsiro Jamasiro (1641)                             |                                                                  | 2    | Cs. Németh Lajos                                                                       |
| Sarah Grey                        | Courtney Whitmore / Csillaglány (1942/507)         | Az Amerika Igazság Szövetség tagja                               | 2    | ?                                                                                      |
| Stephen Oyoung                    | Tokugawa Iemitsu / Shogun (1641)                   |                                                                  | 2    | Juhász Zoltán                                                                          |
| Thorsten Heimann                  | Német tiszt (1942)                                 |                                                                  | 2    | Galbenisz Tomasz                                                                       |
| Tintswalo Khumbuza                | Mary (1863)                                        |                                                                  | 2    | Bánfalvi Eszter                                                                        |
| Warren Belle                      | Henry Scott (1863)                                 |                                                                  | 2    | Bognár Tamás                                                                           |
| Bar Paly                          | Trójai Heléna (1937)                               |                                                                  | 3    | ?                                                                                      |
| John Noble                        | Mallus (hang)                                      | Démon                                                            | 3    | Koncz István                                                                           |
| John Noble                        | John Noble                                         | Színész                                                          | 3    | Szersén Gyula                                                                          |
| Simon Merrells                    | Julius Caesar (Kr. e. 49)                          | Római hadvezér                                                   | 3    | ?                                                                                      |
| Adrian Hough                      | Dr. Bernhard Vogal (1962)                          |                                                                  | 3    | Rosta Sándor                                                                           |
| Andy Thompson                     | Cecil B. DeMille (1937)                            |                                                                  | 3    | Harmath Imre                                                                           |
| Annabel Marshall-Roth             | Dr. Ellen Moore (1969)                             |                                                                  | 3    | Solecki Janka                                                                          |
| Ben Diskin                        | Beebo (1992) (hang)                                |                                                                  | 3    | Szokol Péter                                                                           |
| Billy Zane                        | Phineas T. Barnum (1870)                           |                                                                  | 3    | ?                                                                                      |
| Cecilia Deacon                    | Anne Queen (1717)                                  |                                                                  | 3    | ?                                                                                      |
| Celia Massingham                  | Hedy Lamarr (1937)                                 | Színésznő                                                        | 3    | ?                                                                                      |
| Christine Lippa                   | Marie Curie (1967)                                 | Fizikus és kémikus                                               | 3    | Zsurzs Kati                                                                            |
| Dianne Doan                       | Anh Ly (1967)                                      |                                                                  | 3    | ?                                                                                      |
| Dalias Blake                      | Őr (2042)                                          |                                                                  | 3    | Pálmai Szabolcs                                                                        |
| Evan Jones                        | Dick Rory (1967)                                   | Mick édesapja 1967-ben                                           | 3    | ?                                                                                      |
| Geoffrey Blake                    | Lucious atya (1954)                                | Elvis bácsikája                                                  | 3    | Kassai Károly                                                                          |
| Hiro Kanagawa                     | Bennett                                            | Az Időhivatal igazgatója                                         | 3    | Vincze Gábor Péter                                                                     |
| Jack Fisher                       | Ray Palmer (1988)                                  |                                                                  | 3    | ?                                                                                      |
| Jonathan Cake                     | Feketeszakáll (1717)                               | Kalóz                                                            | 3    | Végh Péter                                                                             |
| Katia Winter                      | Freydis Eriksdottir (Kr. u. 1000)                  | Viking harcos, Leif testvére                                     | 3    | ?                                                                                      |
| Lawrence Green                    | Isaac Newton (1967)                                | Fizikus                                                          | 3    | Beregi Péter                                                                           |
| Luke Bilyk                        | Elvis Presley (1954)                               | Énekes, zenész és színész                                        | 3    | Miller Dávid                                                                           |
| Luke Bilyk                        | Jesse Presley (1954)                               | Elvis ikertestvére, aki csecsemő korában meghalt.                | 3    | (nem szólal meg)                                                                       |
| Madeleine Arthur                  | Emily / Gyerek Nora Darhk                          | Damien Darhk lánya 2017-ben                                      | 3    | ?                                                                                      |
| Marilyn Norry                     | Dr. Ellen Moore                                    |                                                                  | 3    | ?                                                                                      |
| Peter Hall                        | Lyndon B. Johnson (1967)                           |                                                                  | 3    | Forgács Gábor                                                                          |
| Sacha Romalo                      | Galileo (1967)                                     |                                                                  | 3    | Pálfai Péter                                                                           |
| Samuel Vincent                    | Arnold Coleson (1937)                              |                                                                  | 3    | Háda János                                                                             |
| Susie Abromeit                    | Mrs. Palmer (1988)                                 | Ray édesanyja 1988-ban                                           | 3    | Hámori Eszter                                                                          |
| Thor Knai                         | Leif Erikson (Kr. u. 1000)                         | Viking harcos, Freydis testvére                                  | 3    | ?                                                                                      |
| Tim Beckmann                      | Robert Maynard hadnagy (1717)                      |                                                                  | 3    | Harmath Imre                                                                           |
| Todd Thomson                      | Eddie Rothberg (1937)                              |                                                                  | 3    | Jakab Csaba                                                                            |
| Tracy Ifeachor                    | Kuasa                                              | Mari testvére, Amaya unokája                                     | 3    | ?                                                                                      |
| Victor Garber                     | Sir Henry Stein (1895)                             |                                                                  | 3    | Kőszegi Ákos                                                                           |
| Jan Bos                           | Randy Sharpe                                       |                                                                  | 3    | Bardóczy Attila                                                                        |
| Iris Quinn                        | Pam Sharpe                                         |                                                                  | 3    | ?                                                                                      |
| Jane Carr                         | Tabitha / Tündér keresztanya                       |                                                                  | 4    | Zsurzs Kati                                                                            |
| Susan Hogan                       | Dorothy Heywood                                    | Hank felesége, Nate édesanyja                                    | 4    | Hűvösvölgyi Ildikó                                                                     |
| Thomas F. Wilson                  | Henry 'Hank' Heywood                               | Henry fia, Dorothy férje, Nate édesapja                          | 4    | Sörös Sándor                                                                           |
| Laura Regan                       | Jane Hawthorne (1692)                              |                                                                  | 4    |                                                                                        |
| Jordyn Ashley Olson               | Prudence Hawthorne (1692)                          |                                                                  | 4    |                                                                                        |
| Ramona Young Sisa Grey (Farkaska) | Mona Wu / Farkaska                                 |                                                                  | 4–5  | Staub Viktória (4. évad) Mentes Júlia (5. évad)                                        |
| Jack Gillett                      | Declan (1970)                                      |                                                                  | 4    | Dér Zsolt                                                                              |
| Artin John                        | Ian (1970)                                         |                                                                  | 4    | Papp Endre                                                                             |
| Aria DeMaris                      | Gilly (1970)                                       |                                                                  | 4    | Makra Viktória                                                                         |
| Trevor Lawless                    | Kutyasétáltató (1970)                              |                                                                  | 4    | Kapácsy Miklós                                                                         |
| Emily Murden                      | Fiatal Sara Lance (1995)                           |                                                                  | 4    |                                                                                        |
| Vanessa Przada                    | Fiatal Ava Sharpe (1995)                           |                                                                  | 4    |                                                                                        |
| Mason Trueblood                   | Chad Stephens (1995)                               |                                                                  | 4    | Fehér Tibor                                                                            |
| Trish Allen                       | Paula Cooper (1995)                                |                                                                  | 4    | Rátonyi Hajni                                                                          |
| Gary Peterman                     | Rich bácsi                                         | Nate bácsikája                                                   | 4    | Forgács Gábor                                                                          |
| Christian Keyes                   | Desmond / Neron                                    | Constantine szerelme                                             | 4    | Varga Gábor                                                                            |
| Darien Martin                     | Konane / El Lobo                                   | Egy mágikus lény akibe Mona Wu beleszeret. A 9. részben megölik. | 4    | ?                                                                                      |
| Paul Reubens                      | Penge Mike (hang)                                  |                                                                  | 4    | Szokol Péter (első baba) Pálfai Péter (második baba) ? (második baba; 4. évad 9. rész) |
| Frank Gallegos                    | El Cura (1967)                                     | Pankrátor                                                        | 4    | Bognár Tamás                                                                           |
| Paul Ganus                        | Richard Nixon (1973)                               | Az Amerikai Egyesült Államok 37. elnöke.                         | 4    | Németh Gábor                                                                           |
| Jay Clift                         | Titkosszolgálat ügynöke (1973)                     |                                                                  | 4    | Seder Gábor                                                                            |
| John Prowse                       | Biztos úr (1973)                                   |                                                                  | 4    | Koncz István                                                                           |
| Sachin Bhatt                      | Kamadeva / Sanjay                                  |                                                                  | 4    | Előd Álmos                                                                             |
| Brenda Matthews                   | Idős Sarah Lance                                   |                                                                  | 4    | Nemes Takách Kata                                                                      |
| Althea McAdam                     | Idős Ava Sharpe                                    |                                                                  | 4    | Bertalan Ágnes                                                                         |
| Nima Gholamipour                  | Megastör alkalmazottja                             |                                                                  | 4    | Szokol Péter                                                                           |
| John Murphy                       | Gordon Gilchrist (1933)                            |                                                                  | 4    | Németh Gábor                                                                           |
| Amitai Marmorstein                | Vincent (1933)                                     |                                                                  | 4    | Bor László                                                                             |
| Matt Ryan                         | Konstentyn király (Kr. e. 55)                      | John Constantine egyik felmenője.                                | 4    | Szakács Tibor                                                                          |
| Gracelyn Awad Rinke               | Gyerek Zari Tomaz                                  |                                                                  | 4    | ?                                                                                      |
| Melody Niemann                    | Gyerek Astra Logue                                 |                                                                  | 4    | ?                                                                                      |
| Jason Simpson                     | Calibraxis                                         |                                                                  | 4    | Varga Rókus                                                                            |
| Beau Daniels                      | Sátán                                              |                                                                  | 4    | Barbinek Péter                                                                         |
| Mel Tuck                          | Belial                                             |                                                                  | 4    | ?                                                                                      |
| Bill Croft                        | Beelzebub                                          |                                                                  | 4    | Rosta Sándor                                                                           |
| Morgan Brayton                    | Pokolbeli banki pénztáros                          |                                                                  | 4    | Bókai Mária                                                                            |

## Díjak és jelölések
| Év   | Díj            | Kategória                                              | Jelölt          | Eredmény |
| ---- | -------------- | ------------------------------------------------------ | --------------- | -------- |
| 2016 | Szaturnusz-díj | Legjobb adaptált szuperhős-sorozat                     | A sorozat       | Jelölve  |
| 2016 | Joey Award     | Legjobb akciósorozatban szereplő fiatal epizódszereplő |                 | Elnyerte |
| 2017 | Leo Awards     | Legjobb hang drámasorozatban                           | Kristian Bailey | Elnyerte |
| 2017 | Leo Awards     | Legjobb rendezés drámasorozatban                       | David Geddes    | Jelölve  |

## Epizódok
| Évad | Évad | Részek száma | Részek száma | Eredeti sugárzás  | Eredeti sugárzás    | Eredeti adó | Magyar sugárzás      | Magyar sugárzás     | Magyar adó |
| Évad | Évad | Részek száma | Részek száma | Évadbemutató      | Évadzáró            | Eredeti adó | Évadbemutató         | Évadzáró            | Magyar adó |
| ---- | ---- | ------------ | ------------ | ----------------- | ------------------- | ----------- | -------------------- | ------------------- | ---------- |
|      | 1.   | 16           | 16           | 2016. január 21.  | 2016. május 19.     | The CW      | 2016. augusztus 24.  | 2016. október 12.   | Viasat 6   |
|      | 2.   | 17           | 17           | 2016. október 13. | 2017. április 4.    | The CW      | 2017. szeptember 6.  | 2018. január 3.     | Viasat 6   |
|      | 3.   | 18           | 18           | 2017. október 10. | 2018. április 9.    | The CW      | 2018. augusztus 29.  | 2018. október 24.   | Viasat 6   |
|      | 4.   | 16           | 16           | 2018. október 22. | 2019. május 20.     | The CW      | 2019. szeptember 18. | 2020. január 15.    | Viasat 6   |
|      | 5.   | 15           | 15           | 2020. január 14.  | 2020. június 2.     | The CW      | 2021. január 26.     | 2021. május 4.      | Viasat 6   |
|      | 6.   | 15           | 15           | 2021. május 2.    | 2021. szeptember 5. | The CW      | 2021. november 17.   | 2022. február 2.    | Viasat 6   |
|      | 7.   | 13           | 13           | 2021. október 13. | 2022. március 2.    | The CW      | 2023. május 15.      | 2023. augusztus 14. | AXN        |